# 费启鸣
费启鸣（英語：Fei Qi Ming，1996年9月16日—），出生于中国辽宁省，中国大陸男演员、歌手、主持人。毕业于济宁学院文化传播系。2018年，出演影视剧《我在未来等你》，从而踏入演艺圈。

## 简介
费启鸣，1996年9月16日出生于中国辽宁省。毕业于济宁学院文化传播系。曾在《抖音》发布了许多可爱与既有男友力的影片得到了一些网民的关注而成为了一名网红。
2018年1月，参加了湖南卫视综艺节目《快乐大本营》，成为个人的综艺首秀；同年也因出演了个人首部影视剧 《我在未来等你》而正式的踏入了演艺圈。6月24日，参加湖南卫视“快乐中国毕业歌会”，与翟天临、沈月等明星共同表演节目《请回答2018》。9月17日，发表第一首个人单曲《Wish》。
2019年初，以固定嘉宾身份参加爱奇艺真人秀节目《青春的花路》。5月，他与谢楠搭档主持的浙江卫视真人秀节目《熟悉的味道》（第四季）开播。
2020年，参加综艺《演员请就位》。2022年，參加騰訊視頻社交真人秀《五十公里桃花塢》第二季。
2023年，參與第17屆FIRST訓練營《湖畔黑匣子》演出。由台灣導演游智杰執導的短片，同時也是該演員首次參與電影的主演作品。該片由陳哲藝擔任監製，並與金巴一同演出，于7月28日西寧FIRST青年電影展世界首映。

## 音樂作品

### 个人单曲
| 年份   | 发布时间 | 曲目       | 备注                     |
| 2018年 | 8月2日   | 我只是小孩 | 综艺《超能幼儿园》主题曲 |
| 2018年 | 8月6日   | 童话梦想家 | 综艺《超能幼儿园》片尾曲 |
| 2018年 | 9月17日  | WISH       | 首支个人单曲             |

## 演出作品

### 電影
| 年份 | 作品名稱 | 演出角色 | 合作導演 | 備註   |
| ---- | -------- | -------- | -------- | ------ |
| 2025 | 奇遇     | 任日天   | 马多     | [ 10 ] |

### 電影短片
| 年份 | 作品名稱   | 演出角色 | 合作導演 | 備註   |
| ---- | ---------- | -------- | -------- | ------ |
| 2023 | 湖畔黑匣子 | 張以天   | 游智傑   | [ 11 ] |

### 電視劇
| 首播年度 | 電視劇名稱             | 角色   | 备注       |
| -------- | ---------------------- | ------ | ---------- |
| 2019年   | 我在未來等你           | 劉大志 |            |
| 2021年   | 别怕，恋爱吧           | 龚泾   | 網絡劇     |
| 2022年   | 二十不惑2              | 齐颂   |            |
| 2023年   | 显微镜下的大明之丝绢案 | 丰宝玉 | 網絡劇     |
| 2023年   | 追光的日子             | 高峰   |            |
| 2023年   | 我要逆风去             | 都博濤 | 客串       |
| 2024年   | 我们的翻译官           | 程耀   | 网络剧     |
| 2024年   | 少年巴比伦             | 李光南 | 網絡劇     |
| 2024年   | 燃！沙排少女           | 邵年   | 2020年拍攝 |
| 2024年   | 永夜星河               | 趙若失 | 網絡劇     |
| 2024年   | 白夜破晓               | 郜君然 | 網絡劇     |
| 2025年   | 嘘，国王在冬眠         | 老烟   |            |
| 2025年   | 灭罪                   | 宁真   | 網絡劇     |
| 待播     | 火星孤儿               |        |            |
| 待播     | 天方夜谭               |        | 網絡劇     |
| 待播     | 他为什么依然单身       |        | 網絡劇     |
| 待播     | 产后世界               |        |            |
| 待播     | 哑舍                   |        | 網絡劇     |
| 待播     | 剥茧                   | 高元   | 網絡劇     |
| 待播     | 双轨                   | 三赖   | 網絡劇     |
| 待播     | 飞到我心上             |        |            |

### 固定综艺節目
| 播出年份 | 播出日期          | 播出平台 | 节目名称              | 集数 | 备注                                                     |
| 2018年   | 9月1日-11月15日   | 爱奇艺   | 《超能幼儿园》        | 11期 |                                                          |
| 2018年   | 9月4日-11月8日    | 腾讯视频 | 《口红王子》          | 10期 | 与何炅，MIKE，秦奋和戴景耀一起担任主持人                 |
| 2019年   | 3月16日-6月1日    | 爱奇艺   | 《青春的花路》        | 12期 | 与范丞丞、朱正廷、王子异、尤长靖、小鬼、艾福杰尼         |
| 2019年   | 5月11日-8月3日    | 优酷視頻 | 《熟悉的味道第四季》  | 12期 | 与謝楠一起担任主持人(味道使者)                           |
| 2019年   | 10月29日-11月26日 | 腾讯视频 | 《口红王子第二季》    | 5期  | 缺席第4期                                                |
| 2020年   | 5月14日-7月16日   | 腾讯视频 | 《讓生活好看》        | 10期 | 与謝楠、鄭爽、許魏洲、伍嘉誠、李晨一起的獨居生活觀察綜藝 |
| 2020年   | 10月2日-12月5日   | 腾讯视频 | 《演员请就位第二季》  | 10期 | 止步于第二阶段考核                                       |
| 2020年   | 11月16日-1月19日  | 腾讯视频 | 《Beauty 小姐第三季》 | 10期 | 与吴昕共同主持                                           |
| 2021年   | 4月1日-6月3日     | 爱奇艺   | 《春日酱》            | 10期 | 与胡春杨、姚弛、李明德、牛超一起的露营体验真人秀         |

### 非固定綜藝節目
| 播出年份 | 播出日期 | 播出平臺 | 節目名稱          | 備註     |
| 2018年   | 1月13日  | 湖南衛視 | 《快樂大本營》    | 綜藝首秀 |
| 2018年   | 12月1日  | 湖南衛視 | 《快樂大本營》    |          |
| 2019年   | 3月23日  | 湖南衛視 | 《快樂大本營》    |          |
| 2019年   | 11月2日  | 湖南衛視 | 《快樂大本營》    |          |
| 2021年   |          | 愛奇藝   | 《做家務的男人3》 |          |

## 外部連結
- 费启鸣的新浪微博
- 费启鸣的Instagram帳戶